# Pedro
Pedro er et drengenavn, der er afledt af Peter. Navnet er udbredt typisk forekommende på spansk og portugisisk. 
Flere personer er kendt under navnet Pedro:
- Peder Christoffersen, dansk journalist, der i 1974-2004 skrev under navnet Pedro i Ekstra Bladet
- Pedro Rodríguez, en spansk fodboldspiller for bl.a. FC Barcelona og det spanske landshold, der blot kendes som Pedro
- Pedro, det amerikanske navn for hunden Vaks i Disneys tegneserieunivers.

Andre personer med navnet Pedro:
- Pedro Delgado, en spansk cykelrytter, tidligere Tour de France vinder
- Pedro de la Rosa, en spansk Formel 1-racerkører
- Pedro 1. af Brasilien, Brasiliens første kejser
- Pedro 2. af Brasilien, den anden og sidste kejser af Brasilien
- Pedro Passos Coelho, Portugals premierminister
- Pedro Almodóvar, spansk filminstruktør
- Pedro Biker, dansk musiker m.v.